# 제46회 NHK 홍백가합전
《제46회 NHK 홍백가합전》(일본어: 第46回NHK紅白歌合戦 다이욘주롯카이에누에이치케이코하쿠우타갓센[*])는 1995년 12월 31일에 방송된 통산 46회째인 NHK 홍백가합전이다.

## 소개
한신 아와지 대지진·옴진리교사건이 일어났던 95년의 홍백가합전 주제는, 「새로운 출발」. "아무라 현상"을 일으켰던 아무로 나미에가 첫 출장하였다. 개그맨 하마다 마사토시와 가수 고무로 테츠야의 유닛인 H Jungle with t가 공연할 때, 다운타운의 마쓰모토 히토시가 등장하여 청중을 웃겼다.

## 사회자
- 종합사회 - 미야모토 류지, 쿠사노 미츠요 아나운서
- 홍조(紅組) - 카미누마 에미코
- 백조(白組) - 후루타치 이치로

## 심사원
- 후루타 아쓰야 : 센트럴 리그와 1995년 일본 시리즈에서 야쿠르트 스왈로스를 우승으로 이끌었던 포수.
- 다무라 료코 : 이듬해 열릴 1996년 하계 올림픽에 여자 48kg 이하급 출장이 정해진 유도 선수.
- 아마미 유키 : 95년 다카라즈카 가극단을 퇴단하고 여배우로 진출.
- 타케나카 나오토 : 96년 NHK 대하드라마 『秀吉』의 주인공 도요토미 히데요시 역.
- 하라 다쓰노리 : 前 요미우리 자이언츠 내야수로, 95년을 끝으로 선수 은퇴.
- 미즈타니 야에코 : 95년 제 2대 미즈타니 야에코로 습명.
- 나카무라 히로코 : 95년 NHK 교육 텔레비전의 『N響アワー』 사회자.
- 조지 가와구치 : 재즈 드러머.
- 야나기야 코산 : 만담계 최초 인간국보로 지정.
- 오오이시 요시노 : 94년 NHK 스페셜 『 ヒロシマ・女の肖像〜写真家・大石芳野と被爆女性〜』에 출연한 사진가.

## 출장가수
진한 글씨는 그 해 이긴 조를 나타냄.

괄호 안의 숫자는 출장횟수를 나타냄.

### 1부
- 홍조(紅組) :
  - 사카이 노리코 (1) 〈碧いうさぎ〉
  - TRF (2) 〈Overnight Sensation～時代はあなたに委ねてる～〉
  - 나가야마 요코 (2) 〈捨てられて〉
  - 코자이 카오리 (5) 〈ごむたいな〉
  - 아무로 나미에 (1) 〈Chase The Chance〉
  - 고다이 나츠코 (6) 〈北の舟唄〉
  - 모리구치 히로코 (5) 〈あなたといた時間〉
  - 모리타카 치사토 (4) 〈二人は恋人〉
  - 오카모토 마요 (1) 〈TOMORROW〉
  - 이시미네 사토코 (1) 〈花〉

- 백조(白組) :
  - 샤란Q (1) 〈ズルい女〉
  - EAST END×YURI (1) 〈DA・YO・NE〉
  - 호리우치 타카오 (8) 〈東京発〉
  - 칸무리 지로 (3) 〈まごころ〉
  - TOKIO (2) 〈風になって～紅白バージョン～[1]〉
  - 고 히로미 (16) 〈逢いたくてしかたない〉
  - 후지이 후미야 (3) 〈GET UP BOY〉
  - SMAP (5) 〈胸さわぎ’96[2]〉
  - 오자와 겐지 (1) 〈ラブリー〉
  - 사다 마사시 (7) 〈精霊流し〉

### 2부
- 홍조(紅組) :
  - DREAMS COME TRUE (6) 〈LOVE LOVE LOVE～紅白バージョン～[3]〉
  - 마츠다 세이코 (11) 〈ヒット・メドレー[4]〉
  - 후지 아야코 (4) 〈み・れ・ん〉
  - 오오츠키 미야코 (9) 〈夜の雪〉
  - 나카무라 미츠코 (3) 〈河内おとこ節〉
  - 다가와 도시미 (2) 〈みれん海峡〉
  - 미후네 카즈코 (1) 〈だんな様〉
  - 고바야시 사치코 (17) 〈母ひとり〉
  - 시마쿠라 치요코 (33) 〈あの頃にとどけ〉
  - 유키 사오리·야스다 사치코 (4) 〈ふるさと〉
  - 타무라 나오미 (1) 〈ゆずれない願い〉
  - 사카모토 후유미 (8) 〈あばれ太鼓〉
  - 이시카와 사유리 (18) 〈北の女房〉
  - 미야코 하루미 (27) 〈草枕〉
  - 와다 아키코 (19) 〈もう一度ふたりで歌いたい〉

- 백조(白組) :
  - H Jungle with t (1) 〈WOW WAR TONIGHT～時には起こせよムーヴメント～〉
  - 고메고메 클럽 (3) 〈ヒット・メドレー[5]〉
  - 타니무라 신지 (9) 〈君のそばにいる〉
  - 요시 이쿠조 (10) 〈情炎〉
  - 사이죠 히데키 (13) 〈ヤングマン（Y.M.C.A.）〉
  - 토바 이치로 (8) 〈兄弟船〉
  - 카몬 료 (1) 〈男の慕情〉
  - 미카와 켄이치 (12) 〈幸せになりたい〉
  - 고바야시 아키라 (6) 〈腕に虹だけ〉
  - 마에카와 키요시 (5) 〈そして神戸〉
  - 미나미 코세츠 (3) 〈上を向いて歩こう〉
  - 이츠키 히로시 (25) 〈酒尽尽〉
  - 키타지마 사부로 (32) 〈谷〉
  - 모리 신이치 (28) 〈悲しみの器〉
  - 호소카와 타카시 (21) 〈望郷じょんから〉